# Alpine A610
El Alpine A610 es un automóvil deportivo cupé de dos puertas producido por el fabricante francés Alpine entre 1991 y 1995, siendo ya propiedad de Renault.
Debido a un presupuesto limitado al principio del proyecto, su aspecto no difiere mucho del GTA y parece bastante similar al GTA de los Estados Unidos con sus faros escamoteables, pero es un coche completamente diferente, compartiendo solamente las ventanas con el GTA. Los conceptos básicos de todos los automóviles Alpine están presentes, por ejemplo: la parte trasera del motor y la columna vertebral del chasis de acero Alpine.

## Historia

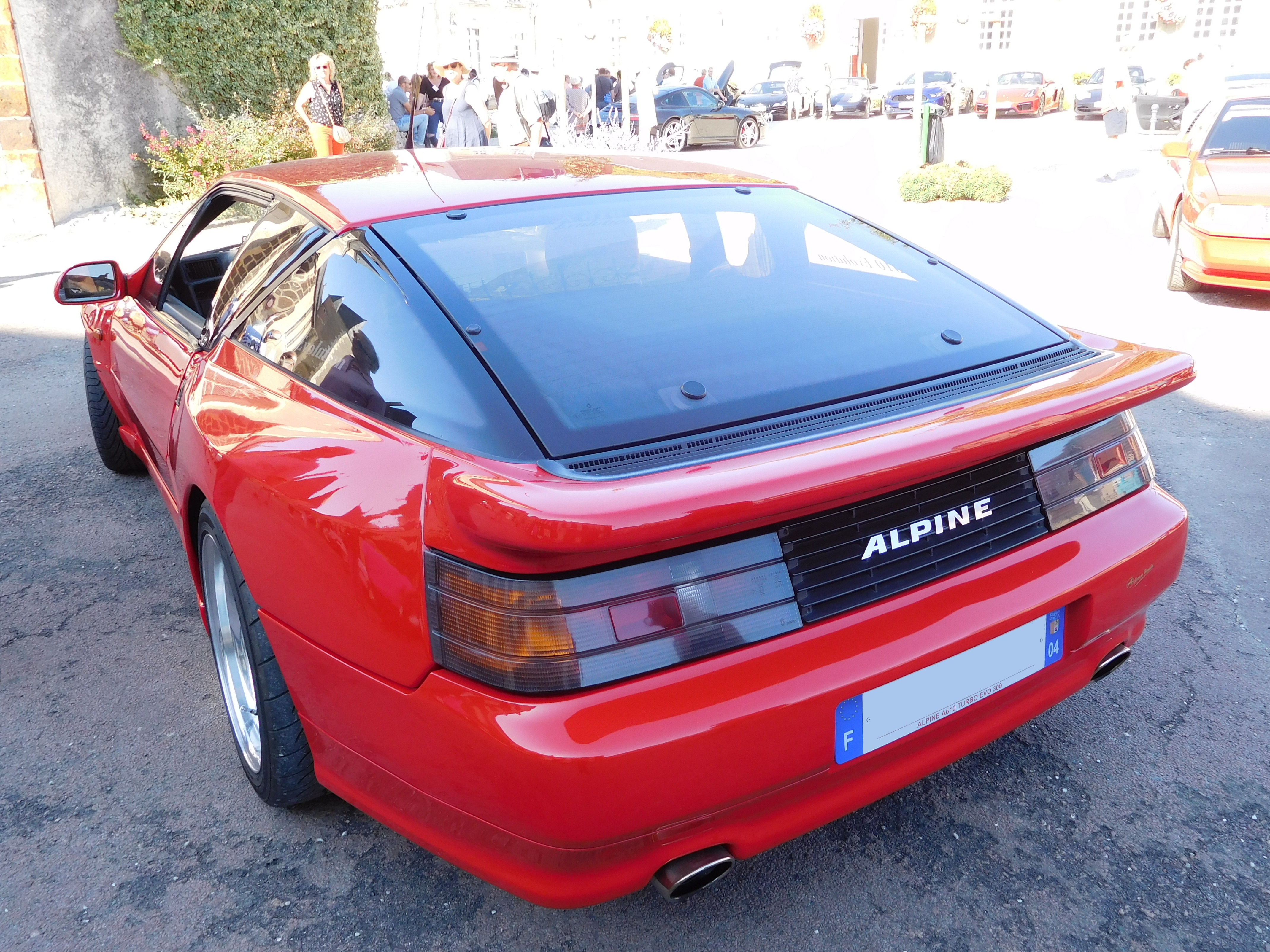
Vista trasera de un modelo 1992.

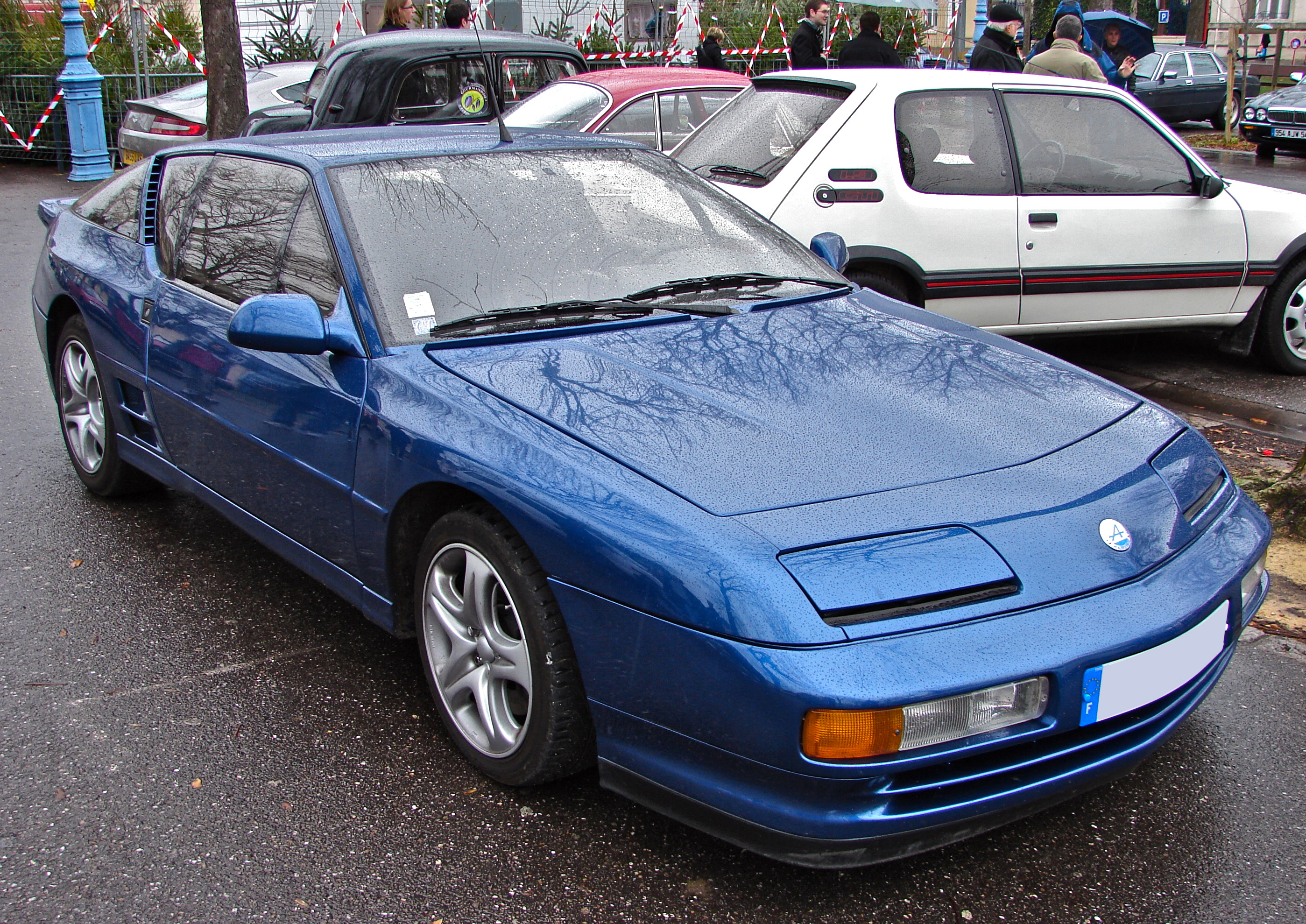
En azul.

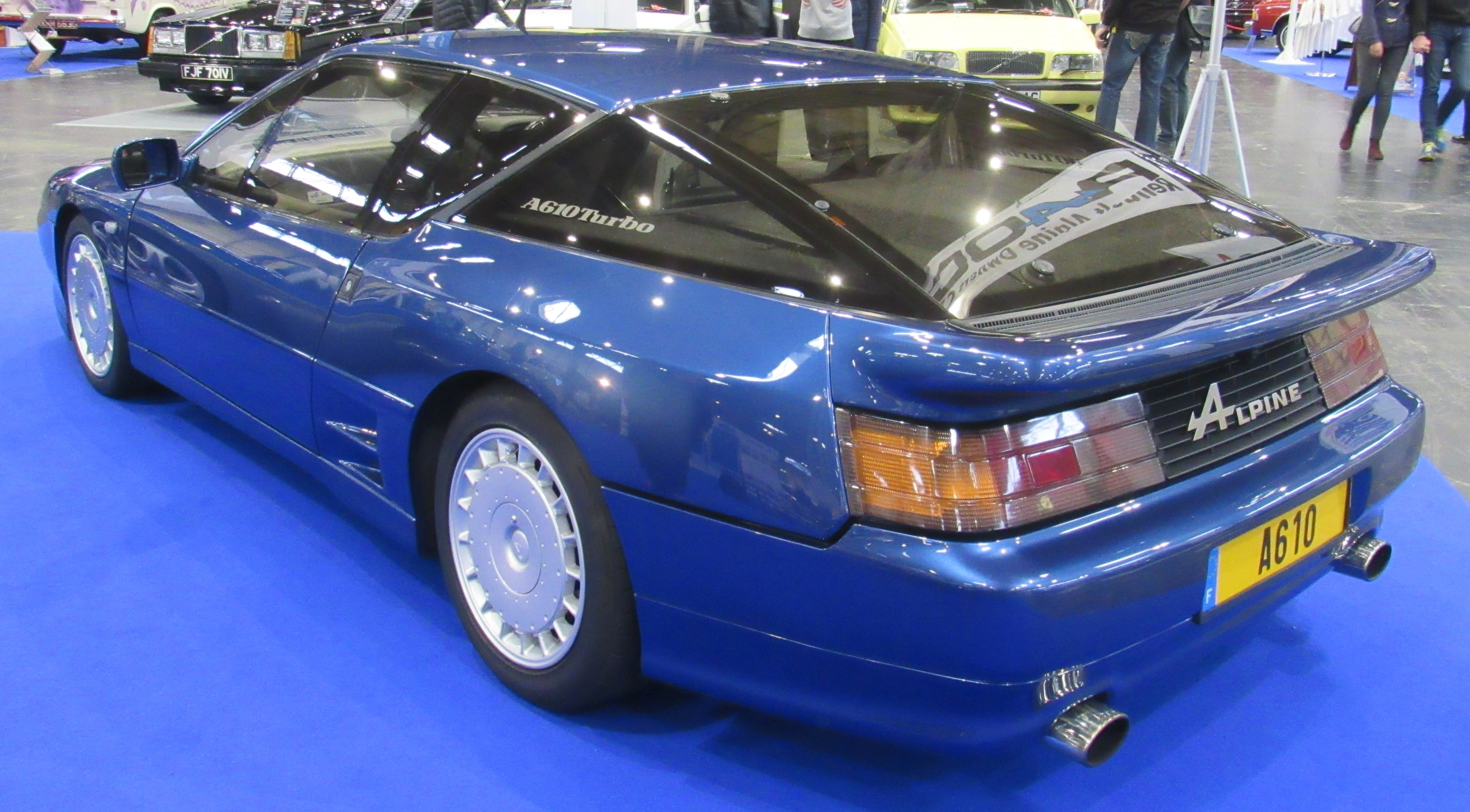
Vista trasera.

El coche fue exclusivamente un Alpine, ya que vincular Alpine y Renault juntos hería la imagen deportiva de la marca, aunque el rombo de Renault solamente se mostraba en la cubierta del motor V6 PRV que se mantuvo, pero fue ampliado a 2975 cm³ (3 L; 181,5 plg³), lo que le permitió producir 250 CV (247 HP; 184 kW).
Exteriormente muy similar al Alpine GTA V6 Turbo (modelo al que sustituía), fue presentado en el Salón del Automóvil de Ginebra de 1991, el cual conservaba a nivel técnico las tres principales señas de identidad que el deportivo francés había mantenido generación tras generación desde la evolución del A108 en 1960: motor montado por detrás del eje posterior, chasis de viga central y una carrocería cupé elaborada en material compuesto.
A finales de 1990, el GTA no había llegado a acercarse al número de unidades vendidas de su predecesor, el Alpine A310, contabilizando un total de 6,054 unidades frente a las 11,616 de este último. Alpine, integrada en Renault desde 1973, tenía el reto de desarrollar un nuevo modelo que mejorase en todo al anterior con el hándicap añadido de contar con un presupuesto muy limitado para ello.
El chasis fue el principal elemento a modificar con el objetivo de lograr un reparto de pesos lo más equilibrado posible. Recordemos que el chasis del GTA estaba conformado por una viga central de sección rectangular, a la cual se unían en ambos ejes sendos subchasis auxiliares. Al subchasis delantero se fijaban los elementos de la suspensión y dirección, mientras que el trasero recibía la transmisión, el motor y las suspensiones traseras.
En 1986 la marca tuvo que invertir una gran cantidad de dinero en el desarrollo de un chasis específico con mayor rigidez torsional y resistencia en caso de choque frontal, incorporando, entre otros elementos, un subchasis delantero reforzado. Todo esto fue necesario con el fin de superar los test de impacto para poder homologar el GTA en Norteamérica. El caso es que Renault abandonaría el mercado norteamericano a mediados de 1987, llegando a fabricar solamente 21 unidades de esta versión.
Para el A610, debido al escaso presupuesto, los ingenieros decidieron volver a echar mano de aquel chasis. No obstante, recibiría algunas modificaciones estructurales, ganando aún más rigidez por medio de la adopción de unos refuerzos laterales paralelos a la viga central, fijados a esta última mediante secciones transversales. De este modo aprovecharon aquel desarrollo, reinvirtiendo un dinero y un esfuerzo que de otra forma hubiesen sido un desperdicio.
Otras modificaciones tuvieron lugar bajó el cofre delantero: se aumentó el tamaño del tanque de combustible, que pasó de 72 a 80 litros (19,0 a 21,1 galAm), se alojó la llanta de refacción, ya que en el GTA se encontraba en el vano motor, colocaron la batería detrás de la defensa delantero y reubicaron la bomba del ABS lo más delante posible. Todo esto, unido al mencionado subchasis delantero reforzado, dejaba el balance de peso en 43%/57% frente al 37%/63% de su predecesor, para una masa total de 1420 kg (3131 libras).

## Motor
Con respecto al corazón del coche, de nuevo el motor escogido para esta generación procedía de la familia de motores PRV desarrollados conjuntamente por Peugeot, Renault y Volvo Cars a mediados los años 1970. Con cilindradas entre 2,4 y 3 litros (146,5 y 183,1 plg³) y varias evoluciones a lo largo de los años, estos motores habían motorizado diversos modelos como el Renault 30, el Peugeot 505 V6, el Volvo 760 o el mismo Alpine GTA V6 Turbo.
Con el código interno Z7X-744, se trataba de un motor V6 a 90° de 2975 cm³ (3 L; 181,5 plg³) colocado en posición trasera longitudinal. Contaba con un solo (SOHC) árbol de levas en la culata, 2 válvulas por cilindro (12 en total), inyección electrónica Renix Bendix-Siemens y un turbocompresor Garrett AiResearch T3 tarado a 0,76 bar (10,8 psi) con intercooler aire-aire. Entregaba una potencia máxima de 250 CV (247 HP; 184 kW) a las 5750 rpm y un par máximo de 350 N·m (258 lb·pie) a las 2900 rpm, que estaba acoplado a una transmisión manual de cinco marchas.
| Materiales del motor                | Bloque y culatas de aleación ligera                                               |
| Distribución                        | SOHC 2 válvulas por cilindro (12 en total)                                        |
| Diámetro x carrera                  | 93 x 73 mm (3,66 x 2,87 pulgadas)                                                 |
| Relación de compresión              | 7.6:1                                                                             |
| Potencia máxima                     | 250 CV (247 HP; 184 kW) @ 5750 rpm                                                |
| Par máximo                          | 350 N·m (258 lb·pie) @ 2900 rpm                                                   |
| Tipo de combustible                 | Gasolina sin plomo RON 95 o 98                                                    |
| Alimentación                        | Inyección electrónica Renix Bendix-Siemens                                        |
| Aspiración                          | Turbo Garrett AiResearch T3 a 0,76 bares (11 psi; 74 kPa) e intercooler aire-aire |
| Sistema de lubricación              | Cárter húmedo                                                                     |
| Sistema de refrigeración            | Por agua                                                                          |
| Capacidad del tanque de combustible | 80 litros (21,1 galAm)                                                            |
| Convertidor catalítico              | Con sonda lambda de 3 vías                                                        |

| 1.ª   | 2.ª   | 3.ª   | 4.ª   | 5.ª   | Reversa | Final |
| ----- | ----- | ----- | ----- | ----- | ------- | ----- |
| 3.364 | 2.059 | 1.381 | 0.964 | 0.756 | 3.545   | 3.444 |

## Mecánica y carrocería

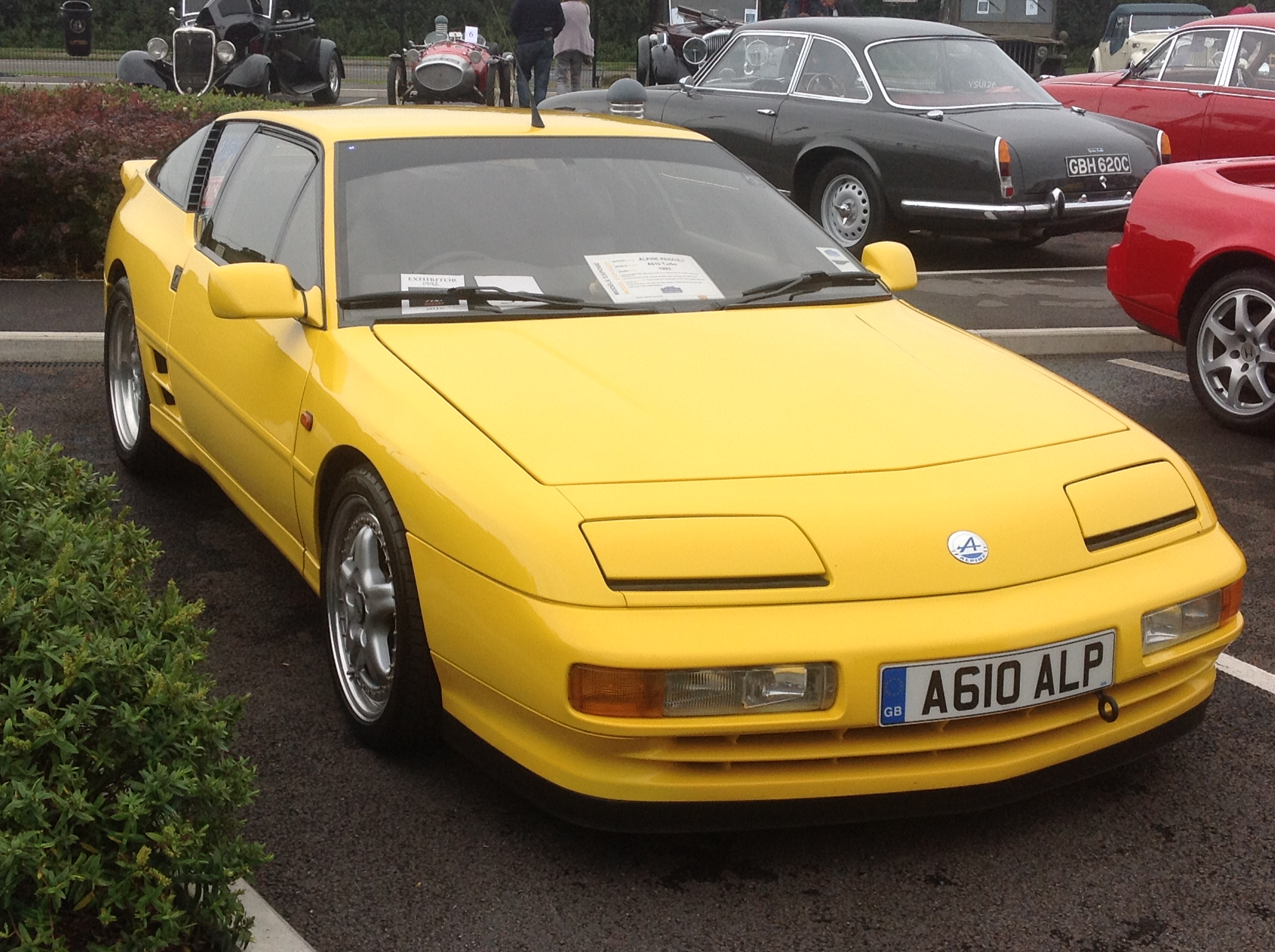
Un modelo 1993 en amarillo.

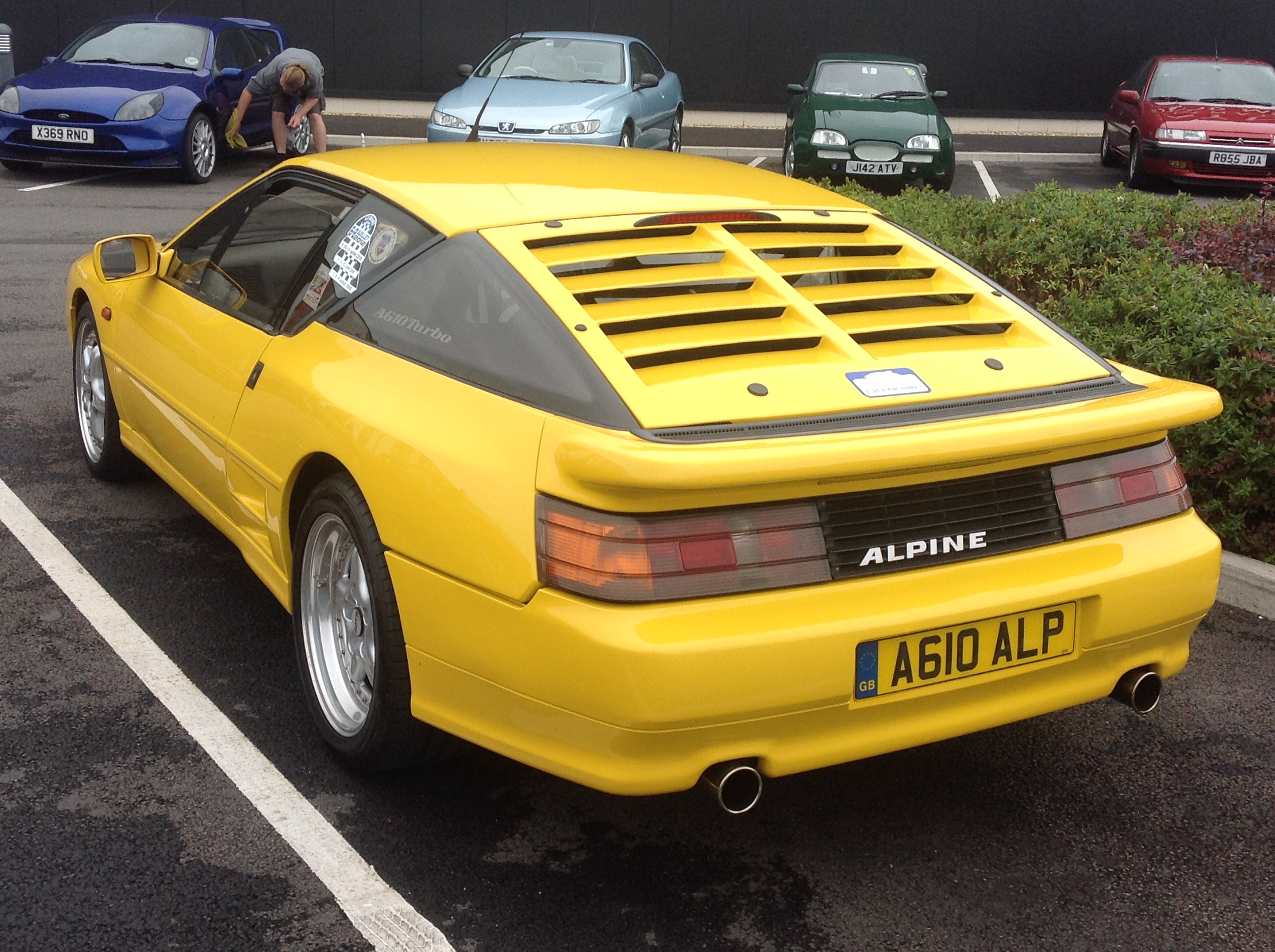
Con cortinillas en el medallón trasero.

En cuanto a las suspensiones eran independientes en ambos ejes de paralelogramo deformable formado por dos triángulos superpuestos y contaban con amortiguadores hidráulicos telescópicos, muelles helicoidales y barras estabilizadoras. Los neumáticos tenían unas medidas de 205/45 ZR-16 pulgadas (40,6 cm) en el eje delantero y 245/45 ZR-16 pulgadas (40,6 cm) en el eje trasero. En el apartado de frenos, montaba discos ventilados de 300 mm (11,8 pulgadas) en las cuatro ruedas.
Para la carrocería, se adoptó del GTA el diseño de lunas, ventanas y techo, lo que le otorgaba un aspecto exterior demasiado continuista. En el frontal destacaban sus faros escamoteables, otro elemento rescatado del GTA estadounidense, la toma de aire inferior que se extendía por todo lo ancho y la defensa delantero en el que se ubicaban las luces de largo alcance, los faros antiniebla y las luces intermitentes. Los paneles de la carrocería seguían utilizando como principales materiales el poliéster, poliuretano y fibra de vidrio.
En la vista lateral, el anterior pliegue que recorría longitudinalmente el coche a media altura se convertía en una línea de expresión ligeramente resaltada. Adoptaba, además, unas taloneras y unos respiraderos en la parte inferior de la aleta trasera, por delante del arco de la rueda. En la zaga, las formas se mantenían prácticamente inalteradas: solamente cambiaba el diseño de la defensa y ligeramente el de los pilotos.[cita requerida]

## Interior
En el interior nos encontrábamos una instrumentación orientada al conductor, con una parte central con dos grandes indicadores para el velocímetro y el tacómetro, dejando espacio en medio para el manómetro del turbo, la pantalla de la computadora de a bordo y un indicador de combustible electrónico. A la izquierda del volante teníamos tres indicadores con la información de la temperatura refrigerante, presión y nivel de aceite. A la derecha se encontraban todos los testigos principales de un completo check-control, divididos en dos filas.
El volante y el fuelle del cambio estaban forrados en cuero y los asientos delanteros de tipo pétalo eran cómodos, aunque la cabeza del conductor quedaba muy cerca del techo incluso con el asiento en su posición más baja. En opción podían ir tapizados en cuero. En cuanto a las plazas traseras y el maletero; las primeras eran angostas y el segundo era inexistente debido a que bajo el cofre delantero no había espacio para poder alojar equipaje alguno.
En el habitáculo se notaba el uso de algunos elementos provenientes de otros modelos de la marca del rombo, como la palanca de cambio del Renault 25 o algunos botones de la consola. Además, la calidad de los materiales desentonaba un poco y no llegaba a los niveles de la competencia por algunos detalles como los materiales utilizados, el ajuste de las moquetas o el tacto un poco “suelto” de algunos interruptores.
Su equipamiento de serie era muy completo e incluía cierre centralizado con mando a distancia, espejos y elevalunas eléctricos, ABS, aire acondicionado, computadora de a bordo, alarma, radio casete, rines de aleación y faros antiniebla. Opcionalmente se podía pedir la pintura metalizada, la tapicería de cuero o un radio-CD.[cita requerida]

## Desempeño

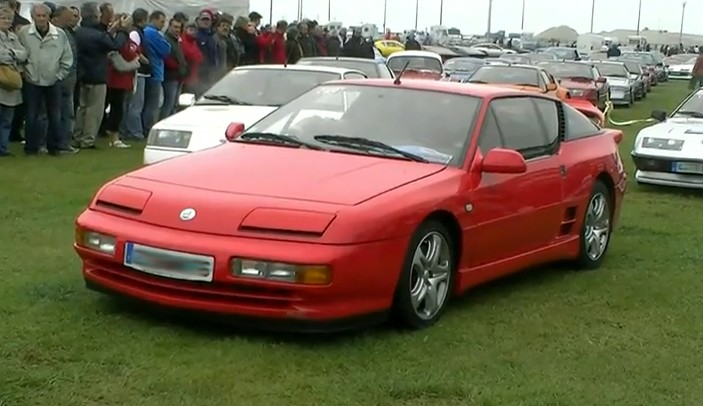
En rojo.

Al respecto de su comportamiento al volante, el motor tenía bastante menos retraso en la entrada turbo que en el GTA, entregando su potencia de forma mucho más progresiva gracias a una curva de par prácticamente plana, con al menos 338 N·m (249 lb·pie) entre 2000 y 5200 rpm. Por su parte, la palanca de cambios tenía un manejo suave y preciso, aunque los recorridos eran algo largos para un uso deportivo.
La mayor carga de peso en las ruedas delanteras, debido al nuevo reparto de pesos, obligó a los ingenieros a incorporar una nueva dirección con asistencia sensible a la velocidad. Con ella se perdía un poco de sensibilidad respecto a la de su predecesor, pero se mostraba menos nerviosa al límite y su guiado era excepcionalmente bueno, con un morro que se notaba ligero y receptivo a los cambios de dirección.
Las suspensiones eran un poco duras, no obstante, la motricidad era excelente incluso sin contar con diferencial autoblocante, logrando una adherencia y un paso por curva altísimos. Proporcionaba unas sensaciones magníficas y era muy seguro de conducir en cualquier circunstancia, con una zaga menos tendente a perder la compostura que la del GTA. Por su parte, los frenos eran potentes, inagotables y muy dosificables.
Pero no todo era tan bueno, entre algunos claroscuros podemos mencionar un motor perezoso por debajo de 2000 rpm que no tenía mucha vida más allá de las 5700 rpm, un eje delantero que se mostraba sensible a las irregularidades del asfalto y una postura de conducción que no terminaba de convencer, debido a un volante sin posibilidad de regular en profundidad, que quedaba muy lejos del conductor y a unos pedales situados demasiado hacia el centro.
Al tratarse de un deportivo con el V6 instalado por detrás del eje trasero, la prensa especializaba no dudaba en compararlo con un modelo como el Porsche 911 Carrera 2 (964), con idéntica potencia. El modelo alemán estaba mejor acabado y al menos disponía de algo de espacio para equipaje en su cofre delantero, además tenía un tren delantero más eficaz, un cambio con recorridos más cortos y contaba con unas suspensiones algo más confortables. A cambio, el Alpine salía mejor parado en cuanto a precio, consumos, por su imagen más exclusiva y moderna, por la respuesta de su motor, al ser más enérgico y elástico; y por sus mejores recuperaciones y aceleraciones.[cita requerida]

## Versiones especiales
Se fabricaron dos diferentes versiones conmemorativas de edición limitada:

### A610 Albertville 1992
Se presentó a finales de 1991 para los Juegos Olímpicos de Invierno de Albertville 1992 en dicha ciudad francesa. Dos unidades y otros coches de Renault, se utilizaron para movilizar a gente VIP, antes de ser vendidos como vehículos de ocasión tras la finalización de los Juegos. Tenían un color específico -Blanco Gardenia- y un interior propio, pero se utilizó el mismo motor y tuvo las mismas especificaciones técnicas que el modelo del que partía.

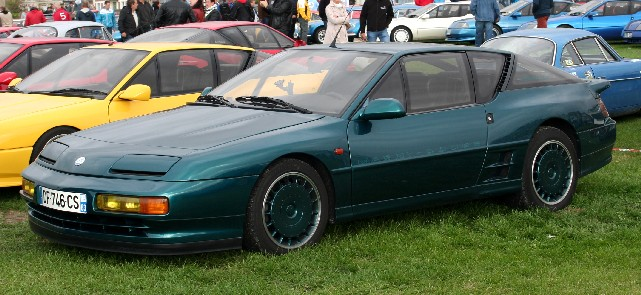
Versión Magny-Cours.

### A610 Magny-Cours
Fue creado para celebrar la victoria del equipo Williams-Renault en el Gran Premio de Francia de Fórmula 1 en junio de 1991. Tenía un color específico -Verde Perla- así como el interior y las llantas también en verde, unas salidas de escape cromadas y la inscripción Magny-Cours en las puertas. Se construyeron 31 unidades.[cita requerida]

## Producción
El A610 no resultó un éxito comercial y sus ventas no fueron muy elevadas, por lo que su producción fue cancelada en 1995, a pesar de la aclamación de la prensa automovilística y de la aprobación del conocido programa televisivo británico Top Gear. Fue el último coche hasta el momento en llevar el nombre de Alpine, ya que después de que cesara su fabricación, la planta se utilizó para construir los Renault Spider.
En definitiva, si revisamos las tres generaciones de Alpine posteriores al ligero, ágil y divertido A110 de 1963, el A610 se puede considerar el más equilibrado y maduro, destacando dinámicamente por su agilidad, nobleza de reacciones y facilidad de conducción. Sin embargo, no tuvo apenas éxito y su producción cesaría en 1995 tras 818 unidades fabricadas en apenas cuatro años. La marca no volvería a fabricar un nuevo Alpine hasta el moderno A110 presentado en 2017.